# Antràs (Arieja)
Antràs (francès Antras) és un municipi francès, situat a la regió d'Occitània, departament de l'Arieja.